# أبراهام ألفارينغا أوربينا
أبراهام ألفارينغا أوربينا (بالإسبانية: Abraham Alvarenga Urbina)‏ (ولد بتاريخ 7 يوليو 1974) وهو محامي وسياسي هندوري. عضو في الحزب الوطني لهندوراس ونائب المؤتمر الوطني للهندوراس ما بين 2006 و2010، وهو ممثل لإدارة ليمبيرا.

## وصلات خارجية
- Profile at the Congress website[وصلة مكسورة]